# Луј Антоан де Бугенвил
Луј Бугенвил (фр. Louis Antoine de Bougainville; 11. новембар 1729 – 31. август 1811) био је француски адмирал, генерал и научник.

## Биографија
Учествовао је у борбама у Канади и Немачкој током Седмогодишњег рата (1756-63). Са првом француском експедицијом, опловио је свет 1766-9 откривши бројна острва. Извршио је научна истраживања у Тихом океану. Учествовао је и у Америчком рату за независност истакавши се борбама на копну и на мору. Добио је адмиралски и генералски чин. Након избијања Француске револуције (1789) напустио је војну службу и посветио се научном раду. Био је члан Британске академије наука и Француског института. По Бугенвилу је названо највеће острво у архипелагу Соломонових острва, мореуз у истом архипелагу, теснац у водама Нове Гвинеје и Нових Хебрида и рт на западној обали Аустралије.